# Fronton (architecture)
Pour les articles homonymes, voir Fronton.

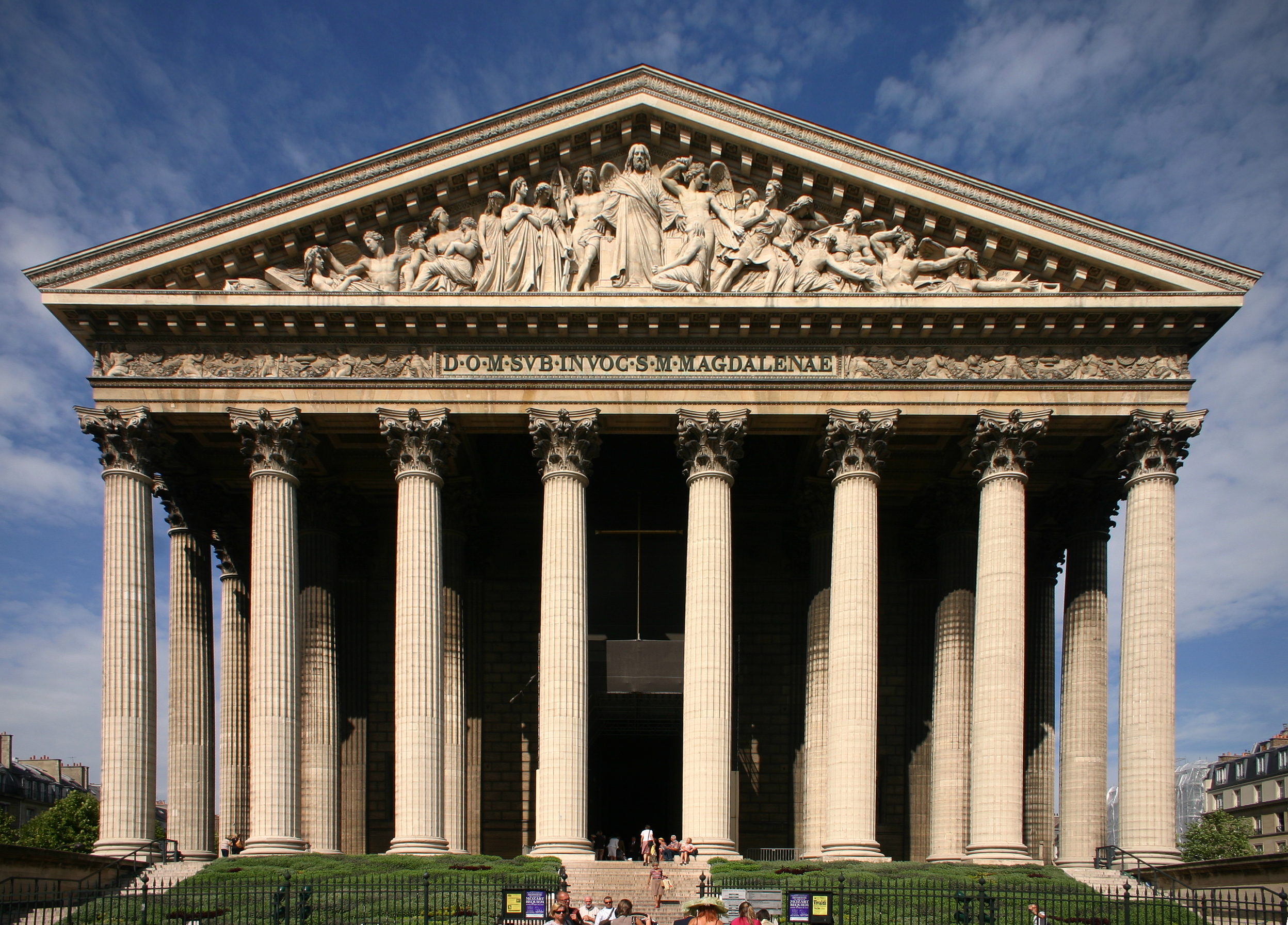
Le fronton triangulaire, placé au-dessus de l'entrée de l'église de la Madeleine, à Paris.

En architecture, le fronton est un ornement, souvent de forme triangulaire, qui est généralement placé au-dessus de l'entrée d'un édifice, d'une travée, d'une porte ou d'une fenêtre. Le fronton peut couvrir tout un pignon, il n'est alors matérialisé que par son cadre mouluré. Du point de vue technique, le fronton correspond à un couronnement pyramidé[réf. nécessaire].

## Composition
Le fronton est composé d'un cadre mouluré et d'un tympan :

Schéma d'un fronton.

- le tympan peut être plus ou moins ajouré, n'occuper qu'une partie de la surface délimitée par le cadre, ou être réduit à un réseau ;
- le cadre est formé d'une corniche et de deux rampants, qui sont les versants ou pans (corniches rampantes). En général, les rampants ont la même mouluration que la corniche, à la réserve que celle-ci n'a pas de cimaise.

Le fronton est théoriquement triangulaire, cependant il existe des frontons cintrés, polygonaux, etc. Les historiens de l'art ne précisent fronton triangulaire que pour l'opposer aux frontons d'une autre forme.

## Tracé théorique
Le tracé théorique du tympan crée un rapport de proportion idéal entre sa hauteur et sa plus grande largeur. Ce rapport est de 5/24 (à peu près 1/5)[réf. nécessaire]. Le fronton est dit « surbaissé » lorsque ce rapport est inférieur ou égal à 4/24 (soit 1/6), il est dit « surhaussé » lorsque ce rapport est supérieur ou égal à 6/24 (soit 1/4)[réf. nécessaire].

## Types de frontons

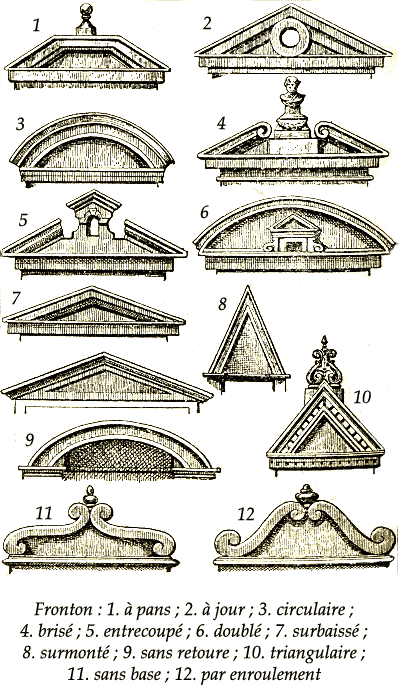
Frontons, Nouveau Larousse illustré en 7 volumes, 1898-1904.

- Fronton polygonal : fronton coiffé d'un corps de moulures polygonal ; si le nombre de pans est impair, le plan du milieu sera appelé « corniche supérieure ».
- Fronton à jour : fronton dont le tympan est percé d'un jour[3].
- Fronton à jour : fronton dont le tympan est réduit à un remplage.
- Fronton cintré : fronton dont les rampants sont dessinés dans un même arc de cercle. Pour le fronton plein-cintre, cet arc est un demi-cercle.
- Fronton curviligne : fronton dont les rampants ont un profil courbe.
- Fronton brisé : fronton dont les rampants sont interrompus avant le faîte, le tympan étant également découpé. La partie centrale du fronton est généralement remplacée par un motif d'amortissement (vase, pot à feu, buste, etc.).
- Fronton échancré : fronton dont les rampants sont découpés. Contrairement au fronton brisé, le fronton échancré conserve son faîte.
- Fronton double : fronton avec deux cadres moulurés inscrits l'un dans l'autre. Ils se comptent de l'intérieur vers l'extérieur : fronton double formé d'un premier fronton triangulaire et d'un second fronton cintré (voir illustration).
- Fronton sans-retour : le fronton sans-retour est un fronton dont la corniche file sans ressauts pour couronner un corps plus large.
- Fronton à volutes : fronton dont les rampants présentent une volute à l'une ou aux deux extrémités.

## Galerie

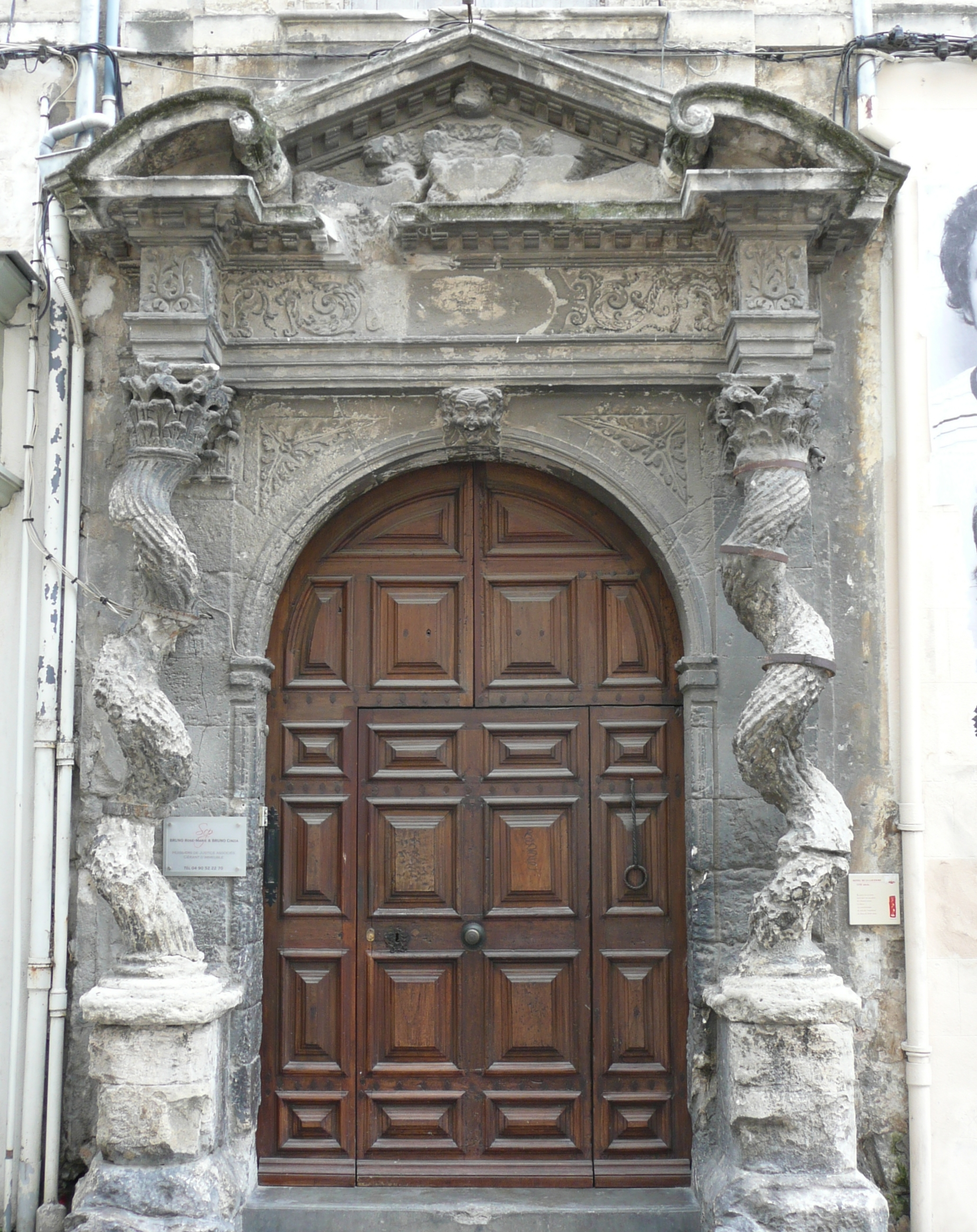
Double fronton, un triangulaire appuyé sur un curviligne interrompu.

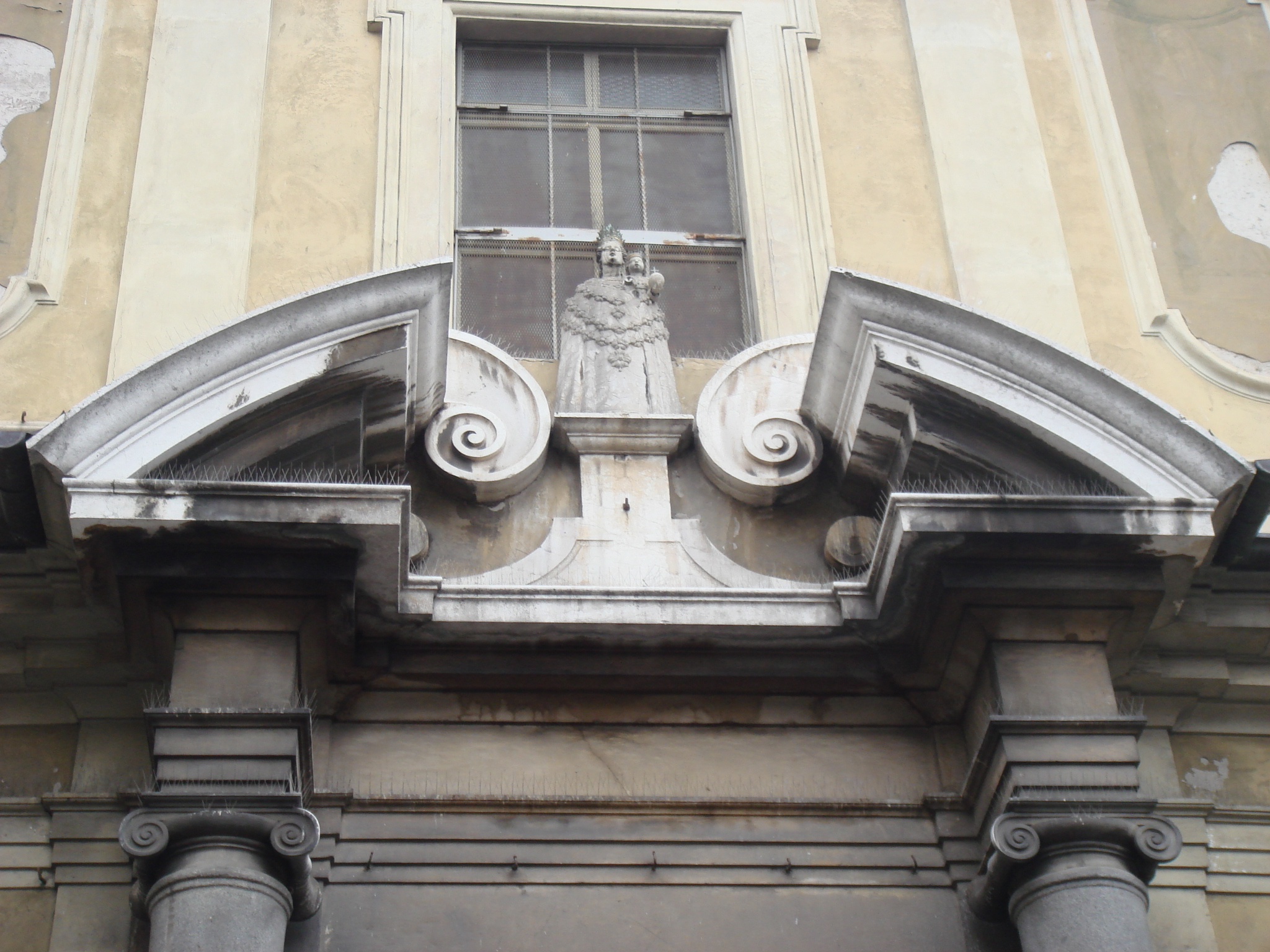
Fronton curviligne brisé dont les rampants sont couronnés d'une cimaise et les volutes encadrent une statue.
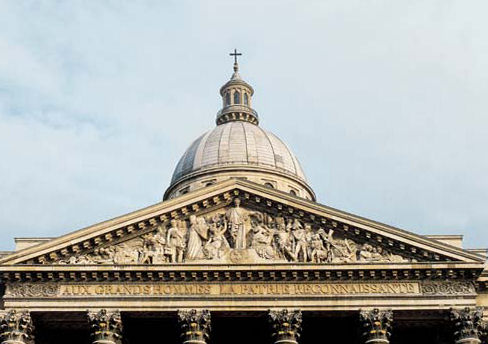
Fronton historié du Panthéon de Paris. Les rampants et la corniche sont ornés de modillons d'aplomb.
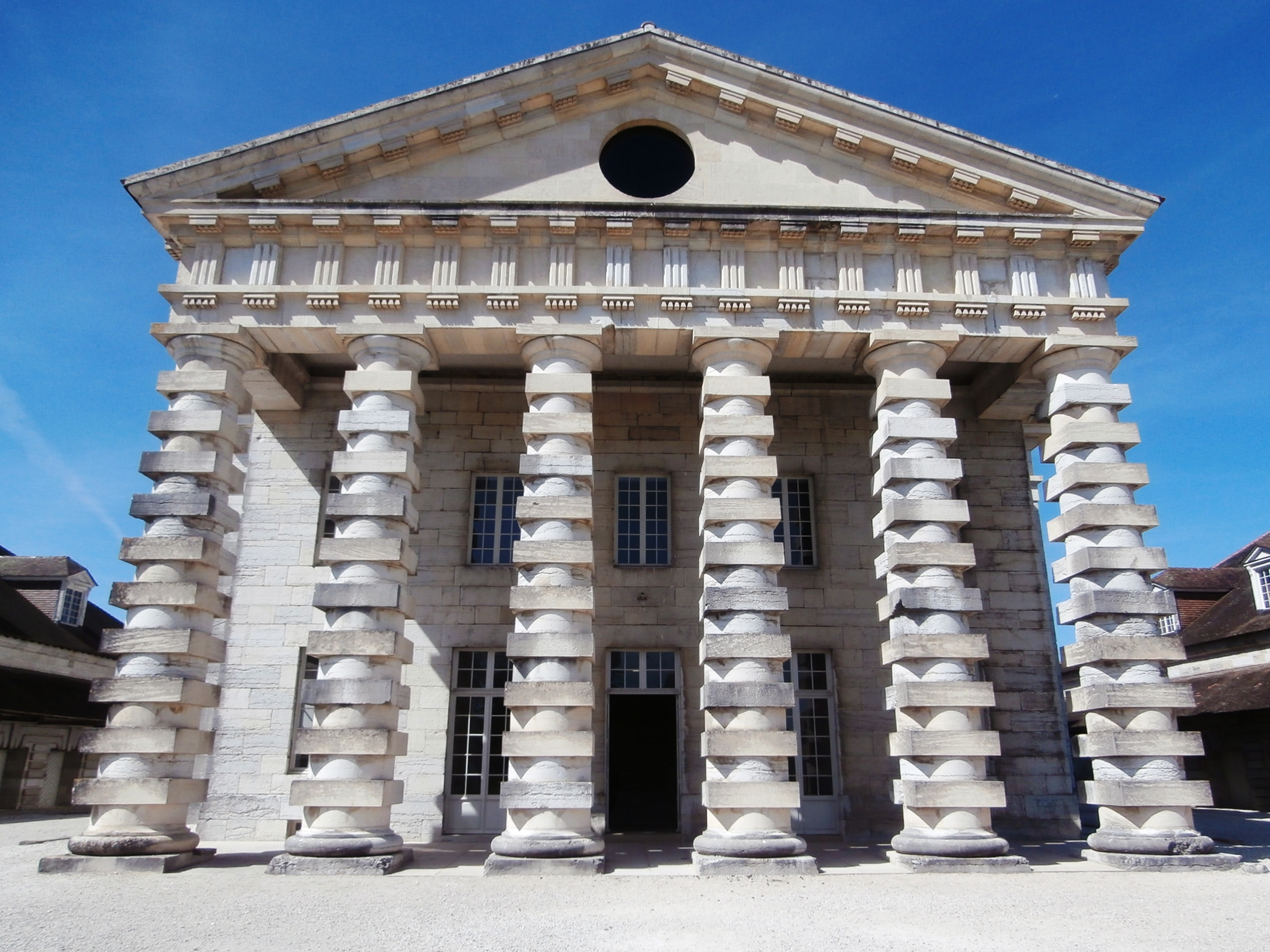
Portique couronné d'un fronton à jour dont le tympan est percé d'un œil-de-bœuf (saline royale d'Arc-et-Senans).

## Histoire

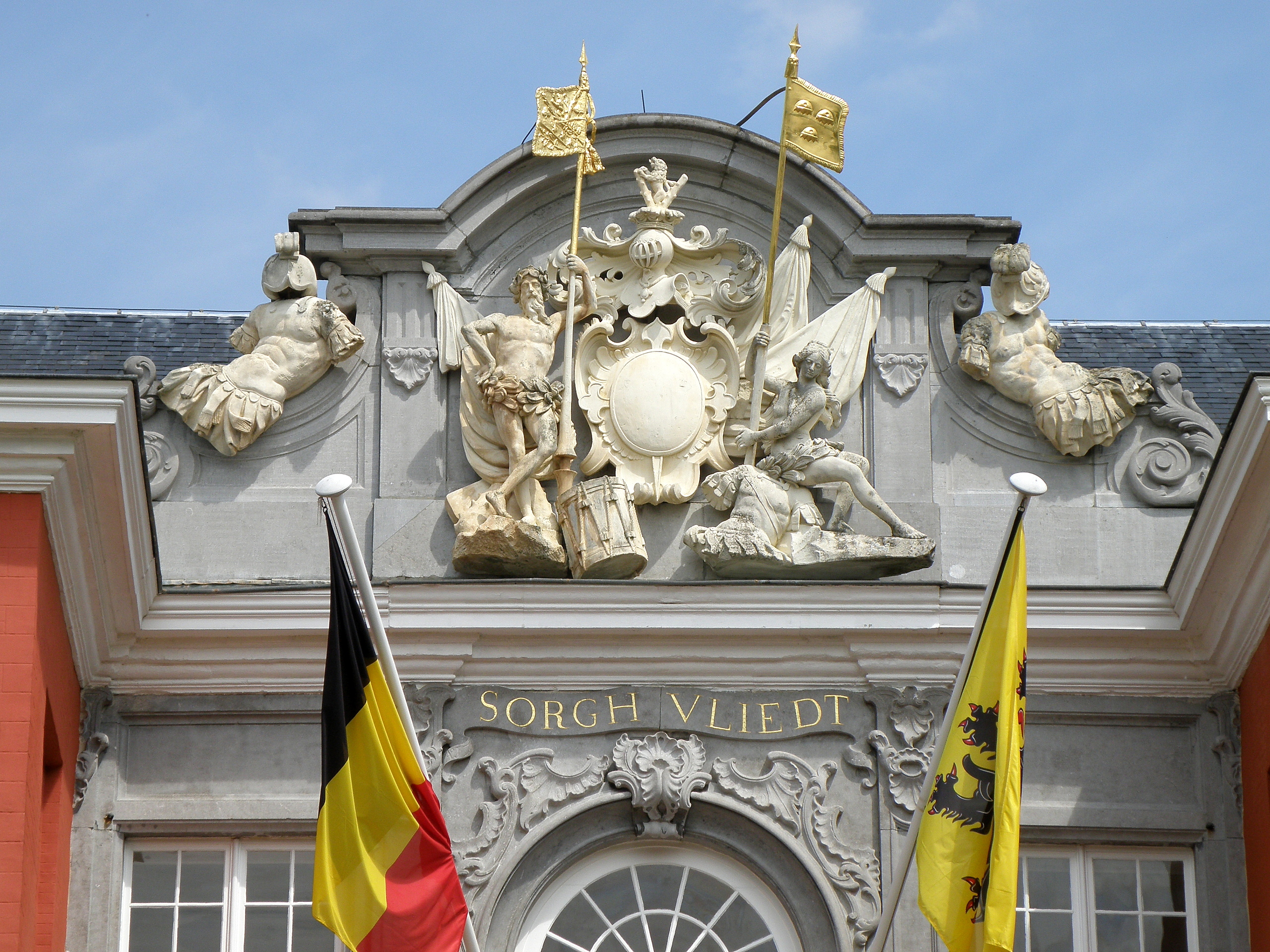
Fronton à volutes d'un château rococo près d’Anvers.

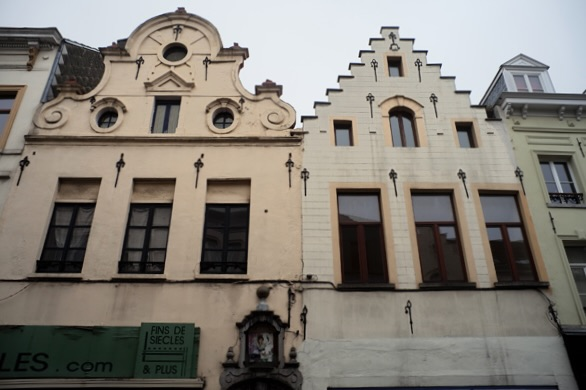
Maison de gauche de la rue Haute à Bruxelles : pignon caractéristique au-dessus d'un larmier fortement profilé : larges volutes et oreilles sous pseudo-fronton courbe.

Caractéristique initiale de l'architecture civile puis de l'architecture religieuse grecque en bois (élément structurel du temple grec), ce triangle est la coupe du toit à double versant qui couvre l'édifice et qui dessine un pignon. Cet élément structurel et fonctionnel a eu un impact sur l'histoire ultérieure de l'architecture mondiale qui a oublié cette signification originelle pour en faire un élément décoratif qui n'est plus forcément triangulaire.
Le premier fronton sculpté connu est celui du temple d'Héra à Olympie, érigé vers 600 av. J.-C.
Les Romains vont en développer grandement l'usage, l'utilisant pour orner portes et fenêtres.
Le Moyen Âge lui préfère le gable.
Le fronton revient en usage avec la Renaissance où il est souvent circulaire ou brisé. Andrea Palladio en étend notamment l'usage à l'habitation (voir les villas palladiennes).
L'architecture néo-classique succède au baroque et au rococo en utilisant les éléments gréco-romains. Elle privilégie les édifices d'ordonnance symétrique dont la partie centrale est surmontée d'un fronton triangulaire que soutient une colonnade de piliers massifs. Le péristyle couronné de ces frontons triangulaire est l'emblème du monument public (bourse, assemblée législative, palais de justice, mairie).